# Byaladakere, Channarayapatna
Byaladakere là một làng thuộc tehsil Channarayapatna, huyện Hassan, bang Karnataka, Ấn Độ.